# کرولی ماریتایم
کرولی ماریتایم (انگلیسی: Crowley Maritime) شرکت کشتیرانی آمریکایی است، که در سال ۱۸۹۲ توسط توماس کراولی تأسیس شد.